# 伊斯克爾河
伊斯克爾河是保加利亞西部的一條河流，多瑙河右支。長368公里，是全河在保加利亞國內最長的河流。
南起里拉山脈，由四個源頭：白伊斯克爾河、黑伊斯克爾河、真伊斯克爾河和左伊斯克爾河匯流而成，先向北流經伊斯克爾水庫，然後在首都索菲亞以東流過，穿越巴爾幹山脈（形成了伊斯克爾峽谷）後改朝東北方注入多瑙河。
南設得蘭群島中的利文斯頓島上的伊斯克爾冰川以此河為名。

## 引文
1. ↑  . Panacorp Wonderland Travel. 2015  [6 August 2020]. （原始内容存档于2022-02-20）.